# رودريغو ليموس
رودريغو ليموس (بالإسبانية: Rodrigo Lemos Posende)‏ هو لاعب كرة قدم أوروغواياني في مركز الوسط، ولد في 3 أكتوبر 1973 في مونتفيدو في الأوروغواي. شارك مع منتخب الأوروغواي تحت 20 سنة لكرة القدم ومنتخب الأوروغواي لكرة القدم. أما مع النوادي، فقد لعب مع أوداكس إيتاليانو وبيلا فيستا ونادي أونيفرسيداد ناسيونال ونادي تيانجين تيدا ونادي ليفربول وناسيونال مونتيفيديو.

## وصلات خارجية
- رودريغو ليموس على موقع الاتحاد الدولي (مؤرشف)  (الإنجليزية)
- رودريغو ليموس على موقع قاعدة بيانات كرة القدم.إي يو (الإنجليزية)
- رودريغو ليموس على موقع ناشيونال فوتبول تيمز (الإنجليزية)